# Aphonopelma armada
Aphonopelma armada là một loài nhện trong họ Theraphosidae.
Loài này thuộc chi Aphonopelma. Aphonopelma armada được Ralph Vary Chamberlin miêu tả năm 1940.